# Krongsak
 (mai 2019).
Si vous disposez d'ouvrages ou d'articles de référence ou si vous connaissez des sites web de qualité traitant du thème abordé ici, merci de compléter l'article en donnant les références utiles à sa vérifiabilité et en les liant à la section « Notes et références ».
Krongsak Prakong-Boranrat est un combattant de muay thaï né le 11 septembre 1963 à Khon-Kaen en Thaïlande, dans la région de l'Isan. Il a commencé la pratique du muay thaï dans un temple avec des moines bouddhistes.
Surnommé « Le Professeur » en raison de sa grande maîtrise, il a combattu essentiellement dans la catégorie des super-welters (- 69,853 kg). Il compte plusieurs titres de champion du monde de muay thaï à son palmarès, il a marqué l'histoire du muay thaï dans les années 1980-1990.
Il arrête sa carrière professionnelle en 1995 et devient par la suite entraîneur.

## Palmarès de boxeur
Son nom de boxeur était Krongsak Sakkasem.
Il était  un boxeur gaucher, puissant, technique et très tactique. Il maîtrisait parfaitement les techniques de coup de coude. 
Il est resté invaincu en boxe thaïlandaise, en kick-boxing et full-contact en Europe. Il a battu notamment des combattants tels que : Sagat, Somsong, Rob Kaman, Stéphane Nikiéma, André Panza, Orlando Wiet et Guillaume Kerner... 

### Palmarès
- Plus de 300 combats dont 200 en professionnel,
- Champion de Thaïlande en 1984 et 1985,
- Champion du Lumpini,
- 6 fois champion du monde de boxe thaïlandaise,
- 3 fois champion du monde de kick-boxing en super-welters[3],
- Champion de boxe anglaise en Thaïlande.

## Après sa carrière
À la suite de sa carrière il devient entraîneur  et décide de transmettre son savoir et son expérience, dans la région parisienne et Paris. Il a transmis son savoir entre autres au Yamatsuki de Roger Paschy, BMT91 de Boussy-Saint-Antoine, Paris 5 Muay Thai quai d'Austerlitz (avec Wannop Monkorniop), et actuellement au Skarbowsky Gym de Paris. 
Il a préparé le boxeur américain Riddick Bowe (multiple champion du monde poids lourds de boxe anglaise), au 13 Coins gym de Bangkok.
Il est aussi un des co-organisateurs du gala Best Of Siam à la halle Carpentier de Paris et aux prestigieux stadiums, le Rajadamnern et Lumpini de Bangkok. Il reste une des grandes figures de la boxe thaïlandaise en France et dans le monde. 
Il fait partie de ces anciens grands champions thaïlandais installés en France tels que Neth Saknarong (Neth Gym), Wattana Soudhareth, Youssop Sor Tanikul (Muay Thai Phoenix), Lahmkong (Haute Tension), Chalunlap (ex-Look Issan Boxing), Wannop Monkorniop (ex-Paris5MuayThai), Singpayboune Singpatong (ex-StarBoxing)...
Il est retourné au pays du Siam pour entraîner, au Warriors Muay Thai Camp à Pattaya, auprès du célèbre entraîneur Arjarn Kaï.
Il est actuellement entraineur au Skarbowsky Gym à Paris et à Bangkok.